# مقاطعة توراج
مقاطعة تاوراغه. هي واحدة من عشر مقاطعات ليتوانيا. تقع في غرب البلاد؛ عاصمتها مدينة تاوراغه.